# Athena (pel·lícula)
Athena és una pel·lícula francesa de 2022 dirigida per Romain Gavras, sobre els aldarulls sorgits en un suburbi de París després de la mort d'un jove d'origen magrebí a mans de la policia francesa.

## Argument
Ambientada en un banlieue francès, la trama tracta del conflicte que esclata en un barri conegut com Athena arran de la brutal matança d'Idir. La història es desenvolupa a través de la difícil situació dels germans del difunt: Karim, Moktar i Abdel. Tots tres, amb arrels algerianes, estan indignats per l'assassinat racista d'Idir, però el conflicte entre ells no triga aparèixer, ja que tenen posicions molt oposades: un és soldat condecorat de l'exèrcit francès, un altre narcotraficant i un altre s'ha convertit en líder de la revolta a la comunitat veïnal.
A mesura que els disturbis s'intensifiquen i els mitjans de comunicació se'n fan ressò, comença a córrer una altra hipòtesi sobre l'assassinat d'Idir i no es descarta que hagi mort a mans d'un grup de neonazis. Amb tot, el barri desconfia d'aquests rumors, i l'escalada de violència amb la policia sembla no tenir aturador.

## Repartiment
- Dali Benssalah com a Abdel[2]
- Sami Slimane com a Karim[2]
- Anthony Bajon com a Jérôme[3]
- Ouassini Embarek com a Moktar[2]
- Alexis Manenti com a Sébastien[4]
- Ali Damiche com a Omer[5]

## Producció
La pel·lícula és una producció de les empreses Iconoclast i Lyly, que va ser rodada el 2021 al suburbi de París d'Évry-Courcouronnes. L'obra combina diàlegs en francès i en àrab.

## Estrena
La pel·lícula es va estrenar el 2 de setembre de 2022 a la 79a Mostra Internacional de Cinema de Venècia, en la qual va competir pel Lleó d'or, i posteriorment va estar disponible a Netflix a partir del 23 del mateix mes. S'ha subtitulat al català.

## Recepció
Al lloc web de l'agregador de ressenyes Rotten Tomatoes, el 82% de les 50 ressenyes dels crítics són positives, amb una valoració mitjana de 7,90/10. El consens del lloc web diu: «Tot i que possiblement no pot fer justícia als seus temes més profunds, Athena fa una visualització electrificant i contundent en aquest moment». Metacritic, que utilitza una mitjana ponderada, va assignar a la pel·lícula una puntuació de 72 de 100, basat en 20 crítics, que indica «crítiques generalment favorables».
David Rooney del The Hollywood Reporter va resumir la pel·lícula com a «tremolant, intensa i explosiva», i va considerar que era «una granada en viu, començant en mode d'encesa total i augmentant la seva intensitat amb una tècnica virtuosa». Todd McCarthy del Deadline Hollywood va descriure la pel·lícula com «un torrent, una inundació, una cascada de ràbia, fúria i frustració per les realitats de la vida d'un grup particular de famílies franceses» que «t'agafa per la gola i amb prou feines et permet un moment per una alenada d'aire». David Ehrlich de l'IndieWire va valorar la pel·lícula amb una «C+», considerant que és «només una pel·lícula genial sobre un país que està preparat per incendiar-se», que «hauria estat més esgarrifosa i reeixida si hagués tingut plenament el coratge de [la ira dels desposseïts]».
Tim Grierson del ScreenDaily va considerar que la pel·lícula «funciona millor com un espectacle d'acció descarat i immersiu que un thriller polític que provoca reflexions». Peter Bradshaw del The Guardian va valorar la pel·lícula amb 3 de 5 estrelles, considerant que era una pel·lícula destacada per «una obertura sensacional», però també perdent «la seva forma dramàtica» després.
Lucile Commeaux del France Culture considera que aquesta pel·lícula és «deshonesta i dolenta, en tots els sentits de la paraula», un «gran clip llançat en una plataforma que estetitza les conseqüències d'un suposat error policial», amb una «estructura hiperartificial que gairebé no manté l'interès». Sandra Onana del Libération, que denuncia un «diluvi de violència estilitzada» i «personatges inexistents», jutja que «Romain Gavras sorprèn l'espectador amb una casualitat política que obliga a la falta de respecte». Jean-Luc Wachthausen a Le Point es pregunta: «és encara ficció quan es representa una realitat quotidiana tan crua, que s'ha fet familiar per milions de francesos?». El polític Gilbert Collard, militant del partit d'extrema dret d'Éric Zemmour, va reaccionar tan bon punt es va estrenar el tràiler i va descriure la pel·lícula com el presagi d'una propera «guerra civil».

## Premis i nominacions
| Any  | Premi                                       | Categoria                 | Nominació | Resultat  | Ref.   |
| ---- | ------------------------------------------- | ------------------------- | --------- | --------- | ------ |
| 2022 | Festival Internacional de Cinema de Venècia | Lleó d'Or                 | Athena    | Nominat   | [ 19 ] |
| 2022 | Festival Internacional de Cinema de Venècia | Premi Arca Cinema Giovani | Athena    | Guanyador | [ 19 ] |
| 2022 | Festival Internacional de Cinema de Venècia | Cinema per UNICEF         | Athena    | Guanyador | [ 19 ] |